# Bakonyszentkirály
Bakonyszentkirály è un comune dell'Ungheria di 917 abitanti (dati 2001). È situato nella contea di Veszprém.